# Света Петка (Света)
Вижте пояснителната страница за други значения на Света Петка.
„Света Петка“ или „Света Параскева“ (на македонска литературна норма: „Света Петка“) е православна църква в демирхисарското село Света, Северна Македония. Църквата е част от Бучинската енория на Крушевско-Демирхисарската епархия на Македонската православна църква – Охридска архиепископия.
Църквата е гробищен храм, разположен непосредствено южно от селото. Според надписа над южния вход църквата е обновена в 1970 година. Около църквата се открити гробове, градени от каменни плочи с ориентация изток – запад. Според местното предание турците изгорили храма, тъй като в олтара открили бъчки вино, които селяните били скрили, за да не платят върху тях юшур. В двора има българско военно гробище от Първата световна война.